# Anthimos VII.
Anthimos VII. (světským jménem: Angelos Tsatsos; 1827, Filiates – 18. prosince 1913, Burgazada) byl řecký pravoslavný duchovní, biskup a patriarcha konstantinopolský.

## Život
Narodil se roku 1827 ve městě Filiates.
Navštěvoval Zosimovskou školu v Ioannině a roku 1861 dokončil bohosloveckou školu Chalki. Byl také studentem Athénské univerzity.
Přednášel v Zosimovské škole a na ženském institutě v Ioannině.
Roku 1869 byl zvolen biskupem paramytijským a v červnu proběhla jeho biskupská chirotonie. Roku 1877 byl ustanoven metropolitou enosským. Roku 1889 odmítl jmenování na anchialskou katedru a žil v Ioannině. Roku 1893 byl jmenován metropolitou korçënským a 21. července 1894 metropolitou leroským a kalymnoským.
Dne 1. února 1895 byl zvolen patriarchou konstantinopolským. Dne 11. února 1897 byl nucen rezignovat. Podle některých pramenů bylo důvodem nucené rezignace jmenování metropolity Skopje, který byl Srb a ne Řek. Poté se usadil na ostrově Burgazada, kde 18. prosince 1913 zemřel.